# حرب التيارات (فلم)
حرب التيارات (بالإنجليزية: The Current War) هو فيلم ملحمي تاريخي درامي أمريكي تم إنتاجه في سنة 2017 وهو من إخراج ألفونسو غوميز ريخون وبطولة بيندكت كامبرباتش ومايكل شانون ونيكولاس هولت، قصة الفيلم تتكلم عن حرب التيارات التي أشتهرت في نهاية القرن التاسع عشر والقرن العشرين في الولايات المتحدة بين توماس أديسون وجورج ويستينغهاوس ونيكولا تسلا. تم عرض الفيلم في مهرجان تورنتو الدولي السينمائي في 9 سبتمبر 2017 وفي 24 نوفمبر 2017 تم عرضه في الولايات المتحدة.

## البطولة
- بيندكت كامبرباتش بدور توماس أديسون
- مايكل شانون بدور جورج ويستينغهاوس
- نيكولاس هولت بدور نيكولا تسلا
- كاثرين واترستون بدور مارغريت إرسكين زوجة جورج ويستينغهاوس
- توم هولاند بدور سامويل إنسول
- توبينس ميدلتون بدور ماري ستيلويل إديسون زوجة توماس إديسون
- ماثيو ماكفادين بدور جون بيربونت مورجان
- كونور ماكنيل بدور وليم كيملر
- دامين مولوني بدور وليم بورك كوكران

## التقييم
حصل الفيلم على تقييم 31% في موقع «روتن توميتوز» وإنتقد الناقد ديفيد إيرلتش فيه أن الفيلم لم يكن متناسق في نقل الأحداث المهمة في حرب التيارات، فبعض الأحداث عرضت بشكل سريع وأخرى بشكل بطئ وأنه لم يتم نقل كل الأحداث المهمة في حرب التيارات. في موقع ميتاكريتيك حاز الفيلم على درجة 42 من 100 وحصل على 10 انتقادات متفاوتة بين السلبية والإيجابية.

## وصلات خارجية
- مقالات تستعمل روابط فنية بلا صلة مع ويكي بيانات
- حرب التيارات على قاعدة بيانات الأفلام على الإنترنت

لا توجد روابط لمواقع التواصل الاجتماعي.